# Rågsveds friområde
För naturreservatet, se Rågsveds naturreservat

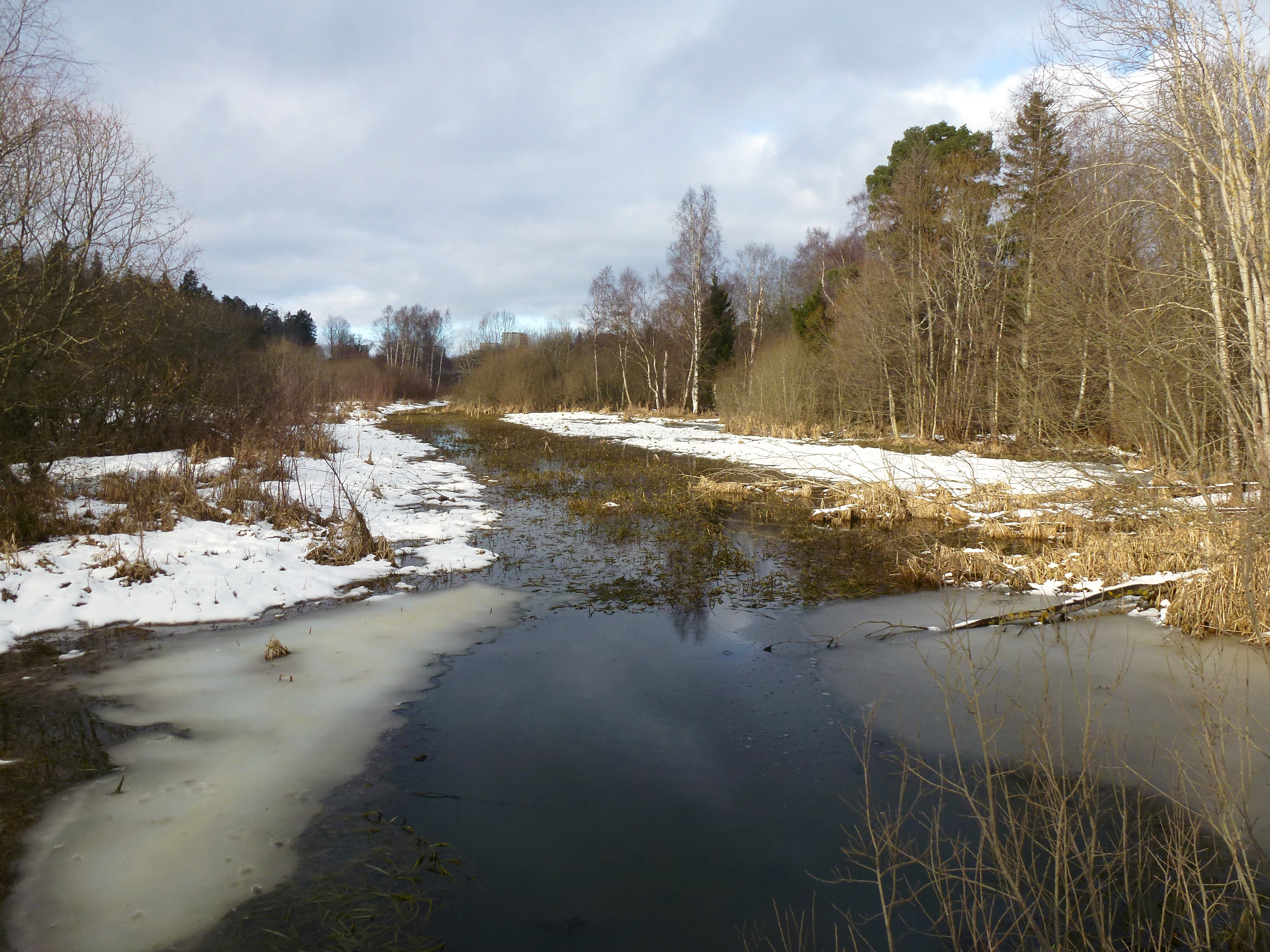
Magelungsåns dalgång, vy mot norr.

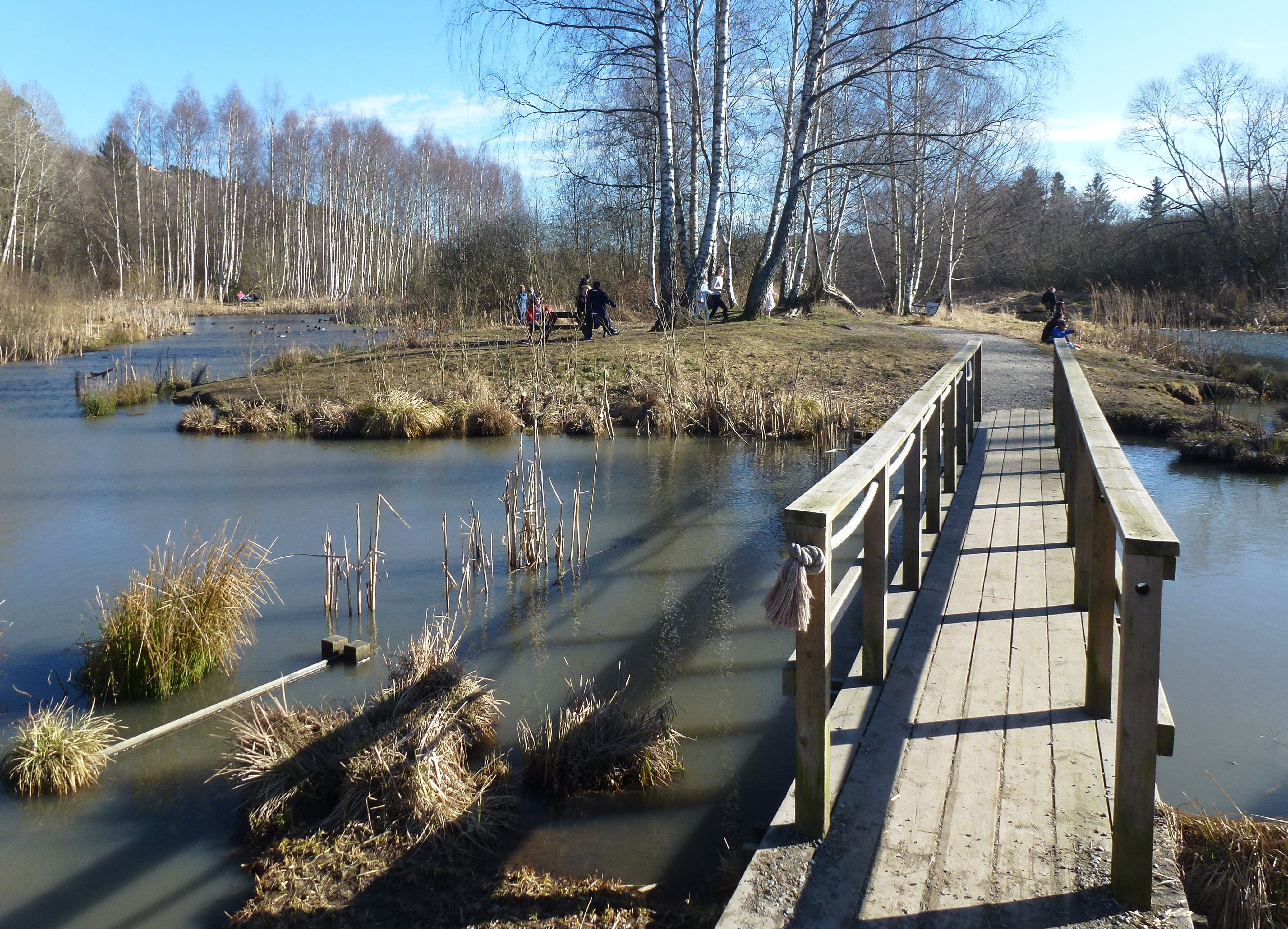
Västra delen av Kräpplaåns dalgång.

Rågsveds friområde (även kallad Kräppladalen) är ett drygt 100 hektar stort natur- och friluftsområde i södra Stockholm på gränsen till Huddinge kommun strax söder och sydost om Rågsved. Rågsveds friområde omfattar i stort sett Kräppladikets och Magelungsdikets dalgångar samt en liten del av nordvästra sjön Magelungen.
Områdets topografi är stundtals dramatisk med höjder, höjdplatåer, dalgångar och branter. Landskapet är i grunden ett sprickdalslandskap med omväxlande bergsryggar och lerfyllda dalgångar. Den dominerande jordarten är morän. Det utgörs i delar av ett vackert gammalt kulturlandskap  med öppna långsträckta dalgångar, skogklädda höjder, ädellövskog, naturstränder och Stockholms stads största våtmark samt ett rikt fågelliv. 
I friområdet finns två kolonilottsföreningar; Snösätra Norra Fritidsträdgårdsförening och Snösätra Södra Fritidsträdgårdsförening. Där finns också Stockholms sista kåkstad, Snösätra industriområde, vid Snösätragränd (före detta Snöfallsgränd och Bråtegränd). Infart till friområdet och industriområdet går via Snösätravägen från Magelungsvägen.
Tillgången till friområdet är begränsad på grund av att Nynäsbanan och Magelungsvägen ligger mellan friområdet och Högdalen och Bandhagen. Under 2010 har Stockholms stad byggt en gångbro över järnvägen för att öka möjligheten att ta sig till området från Högdalens centrum.

## Historia

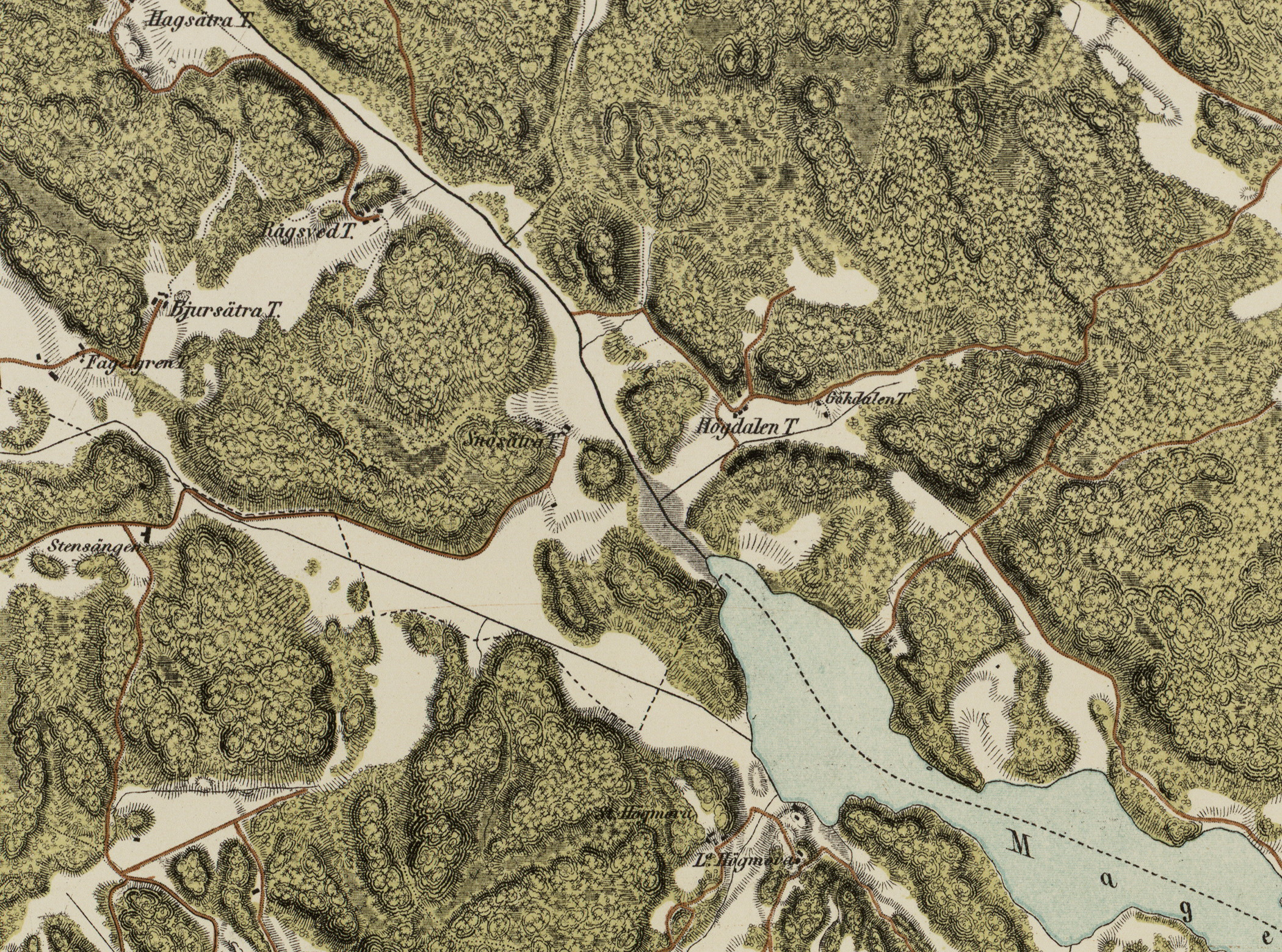
Området på 1860-talet.

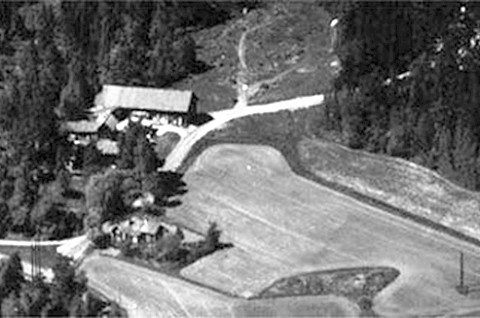
Snösätra torp och odlingsmark 1958.

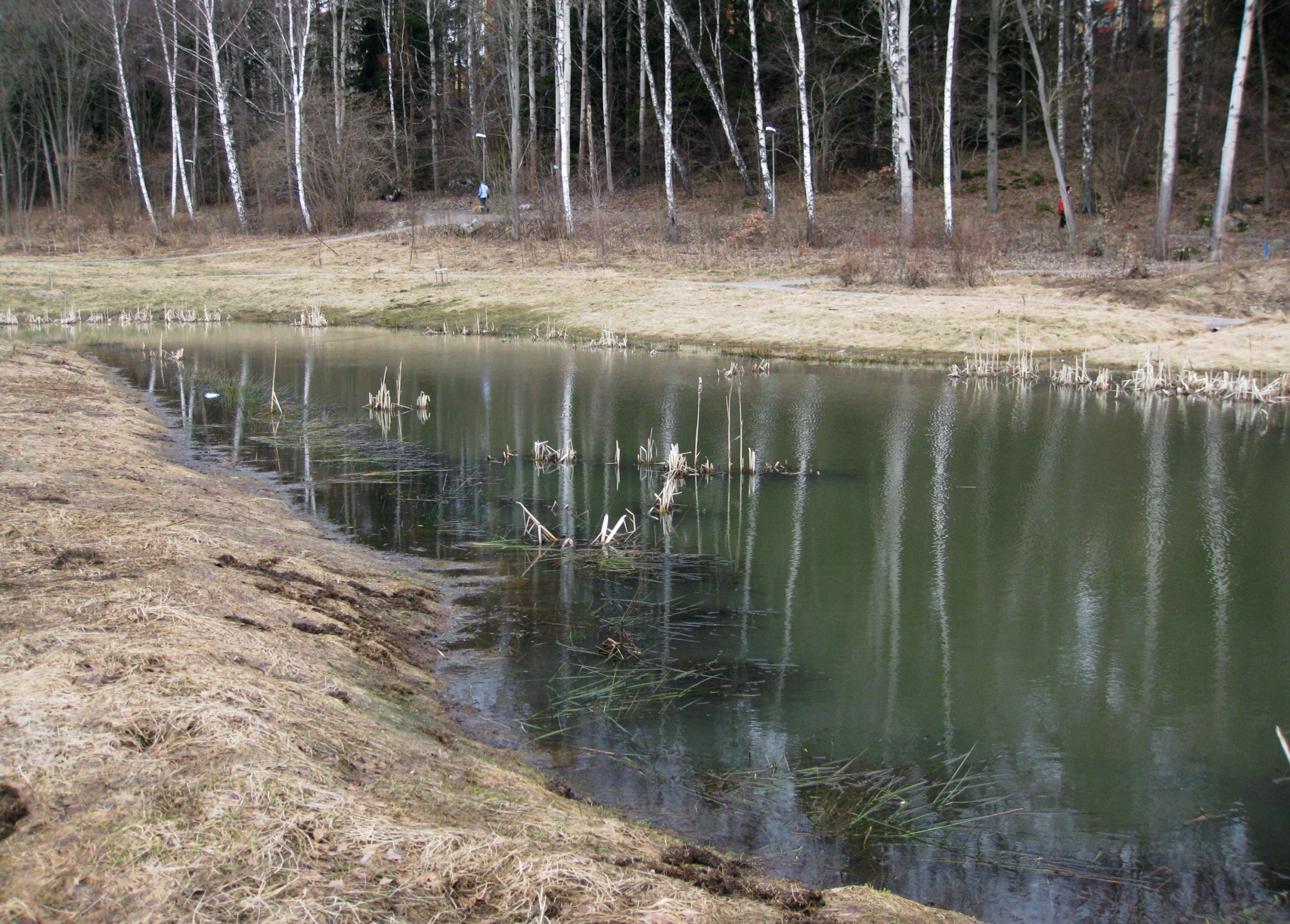
Kräppladiket, april 2010.

Under stenåldern har sjön Magelungen haft förbindelse med Saltsjön åt sydost via Drevviken. Förbindelsen kom att snöras av under bronsåldern för cirka 3500 år sedan. Magelungsån förbinder Magelungen åt nordost med Kyrksjön, som en gång fanns där Älvsjömässan nu ligger. Det finns flera kända fornlämningar koncentrerade utmed åarna och sjön Magelungen. 
Sex olika fynd av stenåldersyxor från stenålderns senare del har gjorts kring Magelungens norra del, där ett av fynden är en miniatyrbåtyxa som framkom i marken bakom Spårfinnargränd i Rågsved. Det kan möjligen röra sig om en grav. Båtyxkulturen hör hemma i mellanneolitisk tid för cirka 4500 år sedan. Två stenyxor funna vid Farstanäset och Farsta gård är så kallade enkla skafthålsyxor som tillhör stenålderns slutskede eller äldsta bronsålder, för cirka 3500 år sedan.
Gravar som kan tillhöra bronsåldern finns inom två områden och hällristningar (älvkvarnsförekomster) finns på fem platser både i och utanför friområdet. I området ligger ett större stenblock med 32 skålgropar och i Snösätra Norra koloniområde ligger en bergklack med en skålgrop. En malsten har också hittats i ett odlingsröse nära skålgropsstenen och dessa lämningar indikerar en boplats. Dessutom finns fynd av keramik intill ett stort flyttblock söder om Bäverbäcksgränd, som kan tyda på en offer- eller boplats. Fornlämningar och ett fynd av ett bronsåldersföremål vittnar om att norra Magelungen kan ha haft en permanent befolkning under den tiden. 
Från järnåldersskedet, 500 f. Kr – 1100 e. Kr, har man vid norra Magelungen bland annat funnit övertorvade stensättningar, resta stenar, en runsten, en fyndplats för en knacksten och fyra hålvägar. Inom Rågsveds friområde finns ett tiotal gravar troligen från järnåldern. Bosättningen vid norra Magelungen ökar i omfattning under järnåldern. Äldsta kända gården vid norra Magelungen är Farsta gård med sin runsten, med inskriptionen: "Tore och Sven läto resa stenen efter Vinjut, sin broder, Helgas son". På andra sidan Magelungen finns Ågestastenen, som också nämner en Tore, kanske samme Tore. Två runstenar resta av samma person skulle kunna indikera att Farsta ägts av en storman redan på vikingatid, som kanske också ägt delar av eller hela Ågesta. År 1384 nämns Farsta första gången i skrift i samband med att ägaren adelsmannen Bo Jonsson Grip säljer gården.
Enligt en tradition kan Slaget vid Brännkyrka 1518 ha stått i området. En dansk kanon skall enligt en sägen grävts fram i någon av sumpmarkerna kring Magelungs- eller Kräppladiket.
Från och med 1600-talet finns skriftliga belägg för ett flertal torp i området. I Rågsved kan torpen Snösätra beläggas redan 1603, Rågsved 1608, Bjursätra 1627, Fagergren 1628 och Gökdalen 1677. Högdalen nämns 1772. Stensängen byggdes 1855 och var från början en statarbostad under Älvsjö gård och sedan under Stuvsta gård.
I september 2018 invigdes Rågsveds naturreservat.

## Luftvärnsställning, skjutbana och flyktingförläggning
På kullen vid Stensängen finns rester av militära anläggningar som härrör från ett 75 mm luftvärnsbatteri med bland annat fundament till flera luftvärnsställningar‚ husgrunder och lämningar efter kulsprutevärn. Anläggningarna ingick i Stockholms luftförsvar under andra världskriget.
I dalgången längs Kräppladiket finns lämningar efter Söderskjutbanan, anlagd 1942 och nedlagd mellan 1975 och 1984. Markörgravar och skjutvallar kan man se vid den gamla byvägen. På Huddingesidan låg den numera rivna skyttepaviljongen som rymde vaktmästarbostad, expedition, rum för vapenvård och vapenskåp. Under åren 1943-45 fanns ett flyktingläger för baltiska flyktingar. Lägret kallades Fagersjö och bestod av baracker som ställts upp på pålar i våtmarken omgärdade av stängsel.

### Bilder

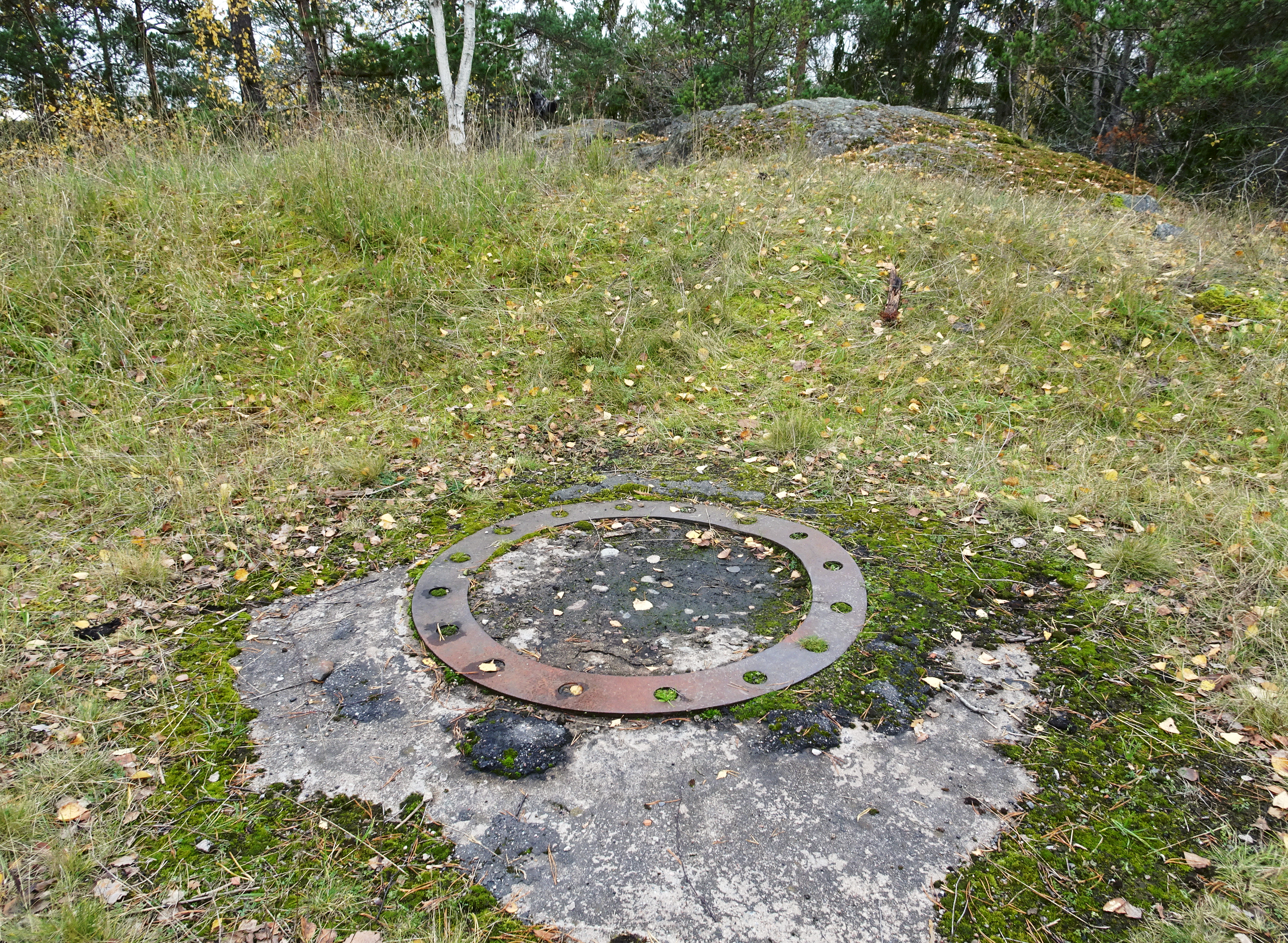
Lämning efter luftvärnsbatteriet.
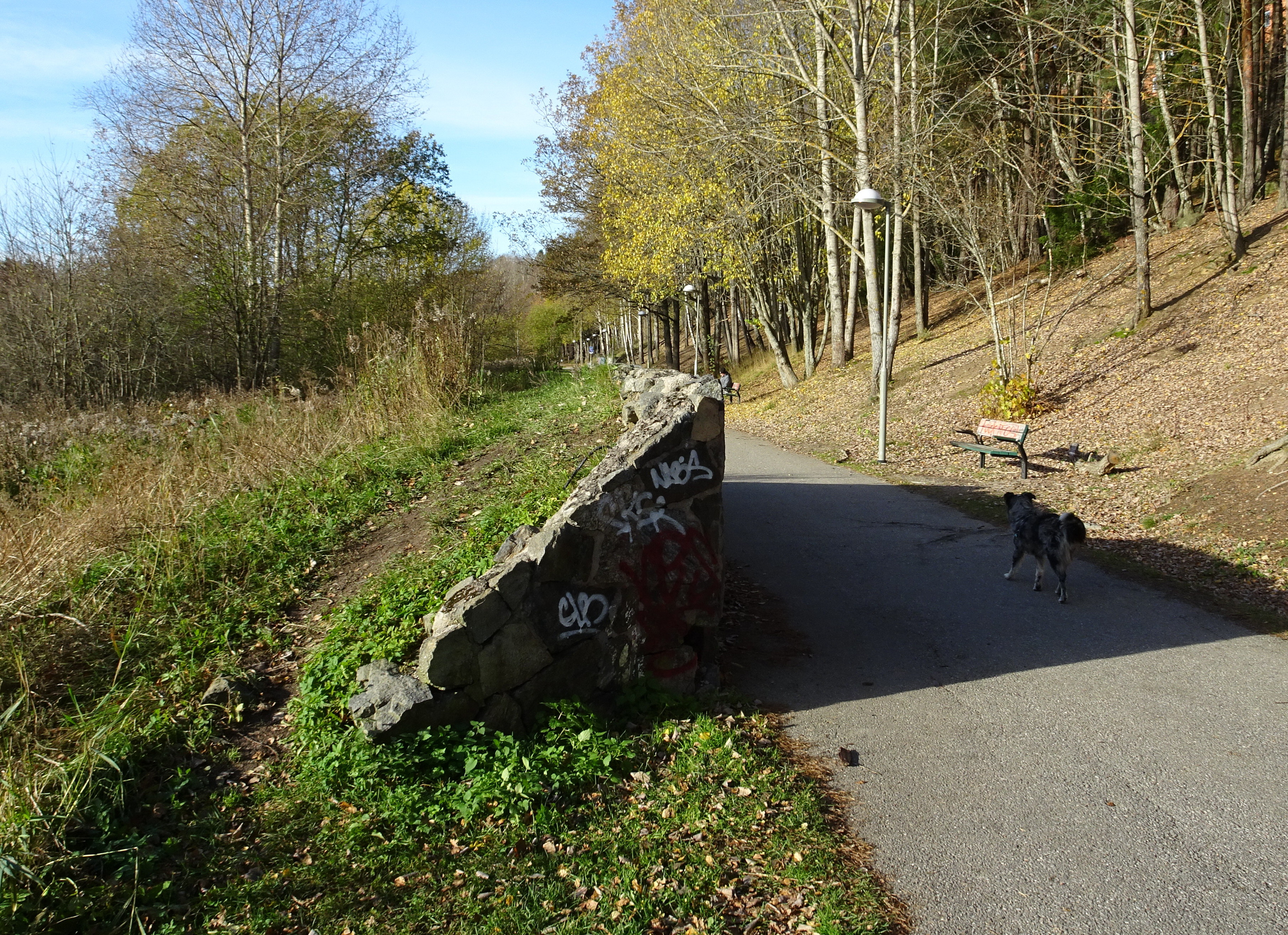
Söderskjutbanans markörgrav vid gamla byvägen.
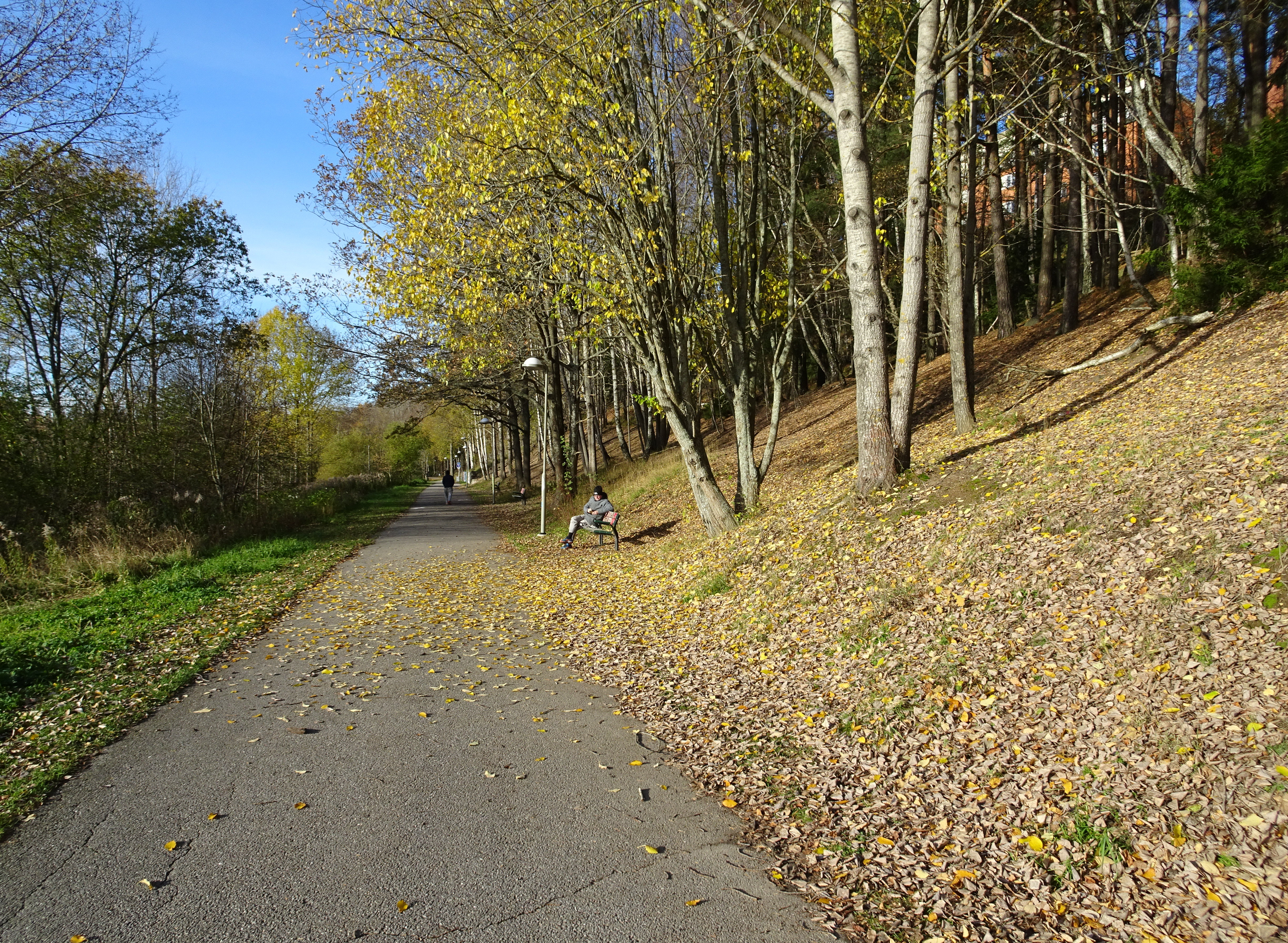
Söderskjutbanan, kulfång vid gamla byvägen.
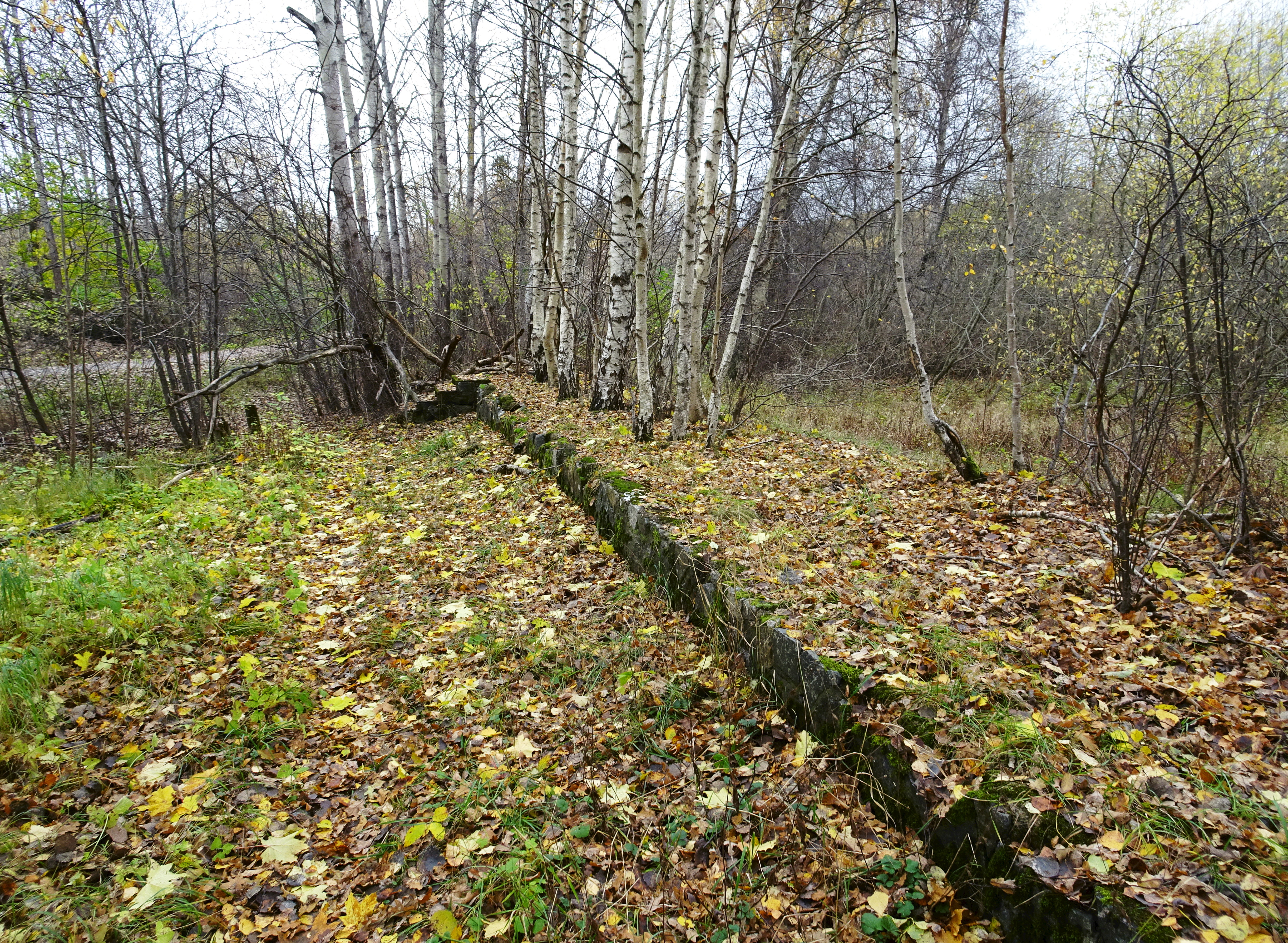
Söderskjutbanan, skytterampen för 300 meter gevärskytte.
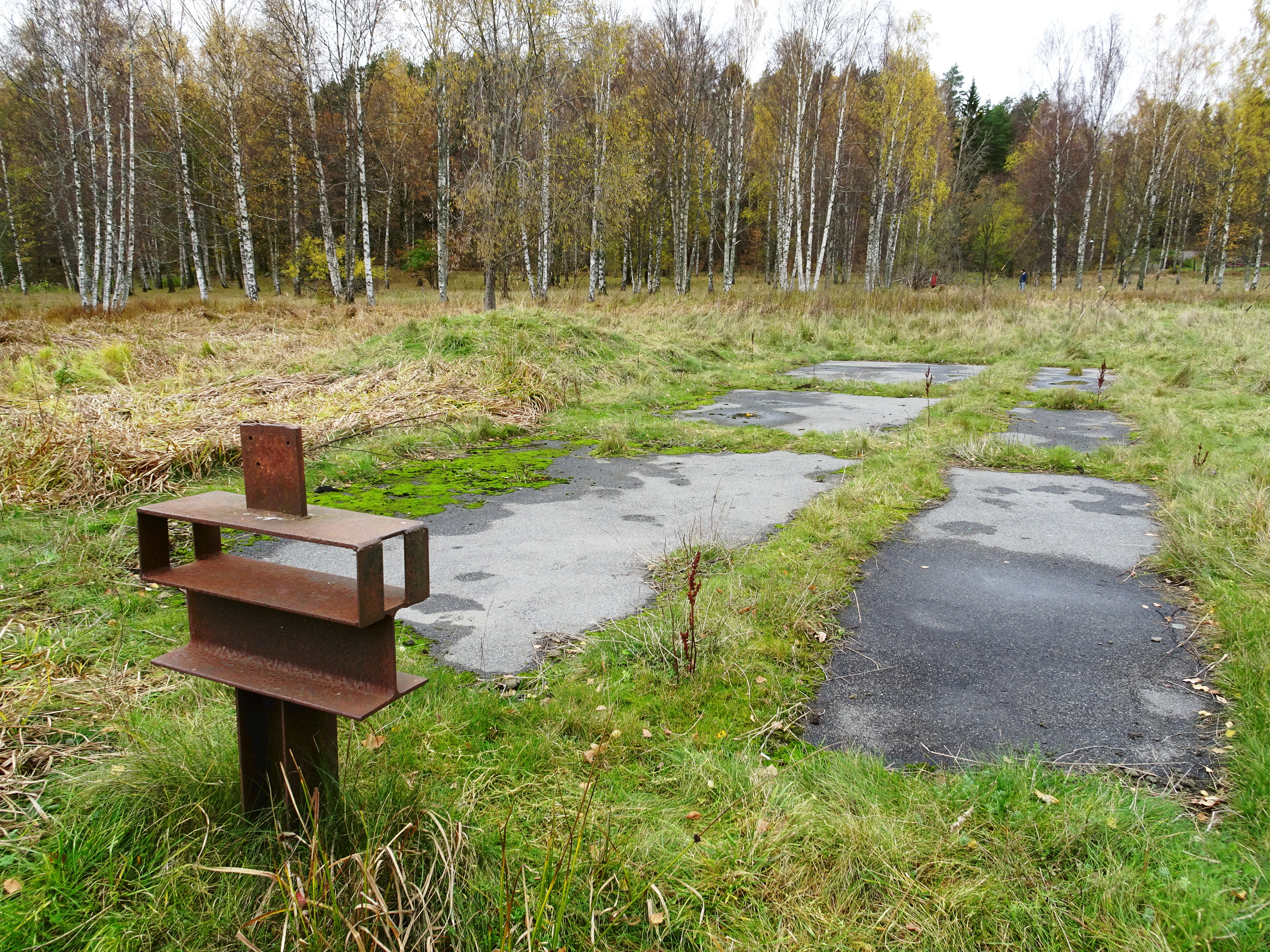
Skytterampen för 25 och 50 meter pistolskytte.

## Ekologi

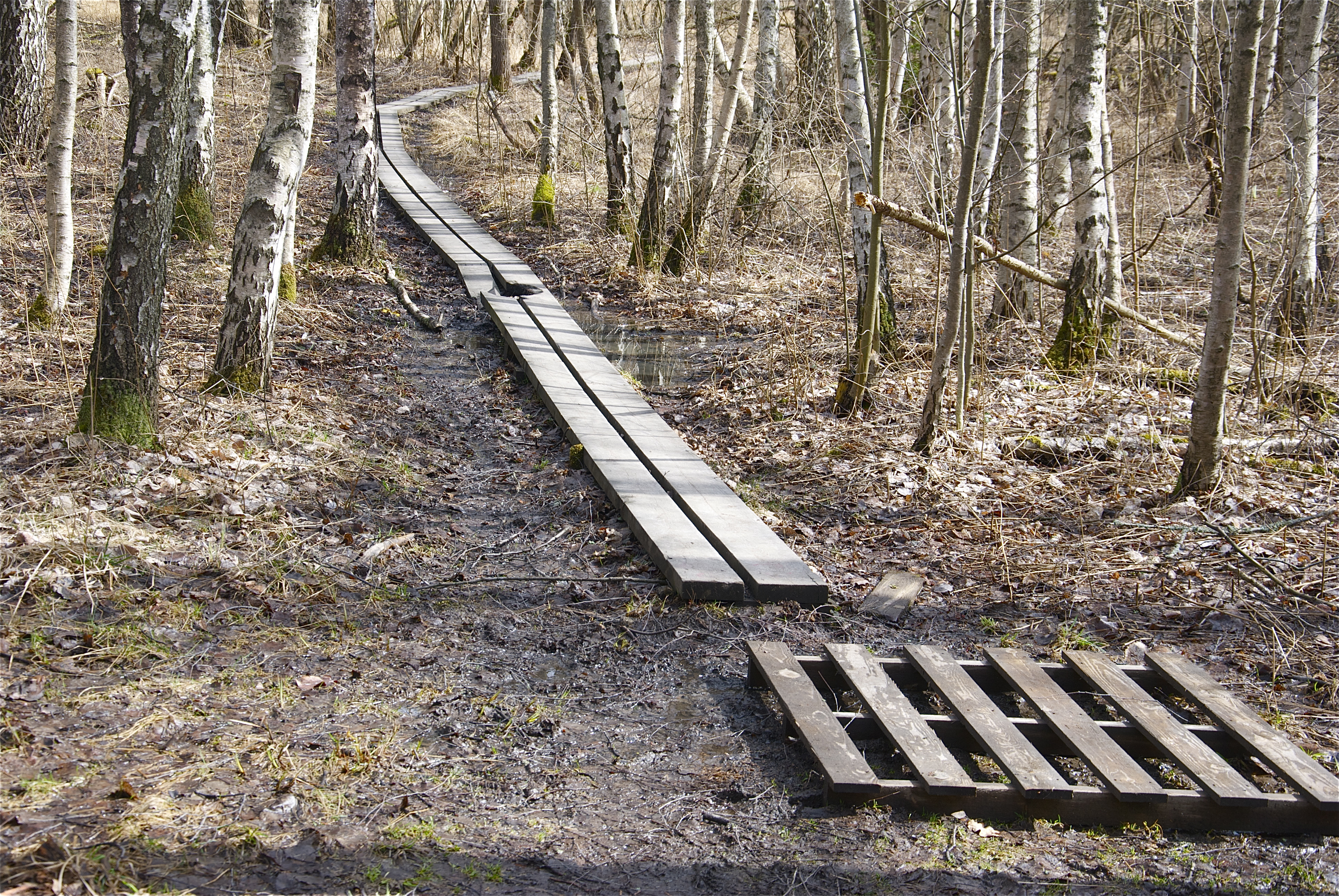
Vandringsled i området.

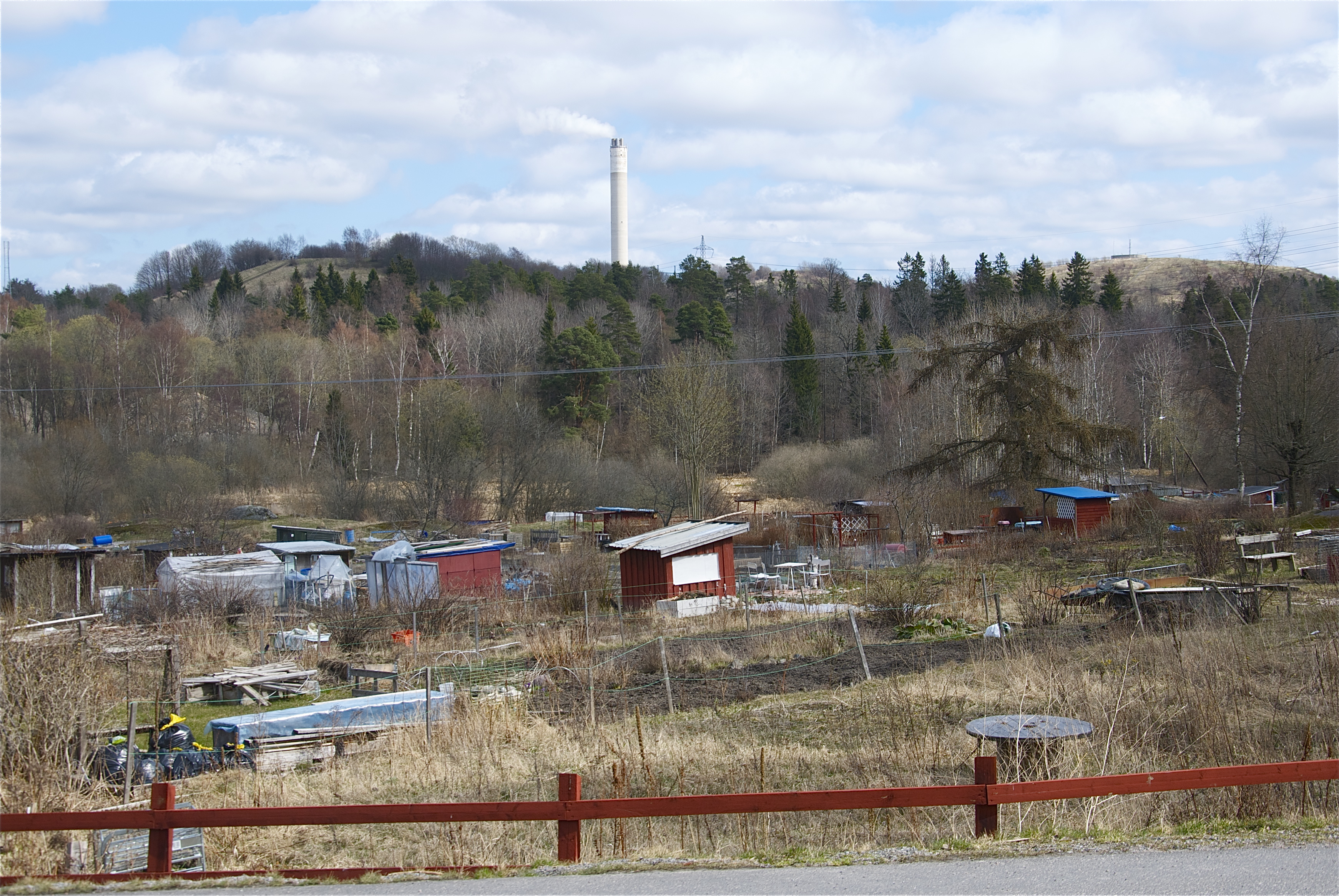
Koloniområdet 2012.

Naturen i Rågsveds friområde har höga ekologiska och biologiska värden då det finns ett stort antal begränsade områden med särskilt stora värden för den biologiska mångfalden: ädellövskogar, våtmarker, gammal barrskog och en artrik gräsmark. Det finns också hällmark, lövskog och frisk-fuktig gräsmark. Blandskogen karaktäriseras av varierad flerskiktad vegetation. I östra delen av Rågsveds friområde återfinns ett kärnområde vilket innebär att Stadsbyggnadskontoret anser att området når upp till nivån "högsta biologiska värde i Stockholms stad". Det finns nio stycken kärnområden i Stockholms stad, alla utom kärnområdet i Rågsveds friområde ligger i naturområden som är skyddade eller utreds för skydd enligt miljöbalken som natur- eller kulturreservat. 
Förutom ek och tall finns det sälg, björk, rönn och enar spridda i området samt alm, ask och lind. Det finns flera olika rödlistade arter; främst blommor och svampar, men också fjärilar, fåglar och träd. 
Naturen i Rågsveds friområde är starkt präglad av det tamdjursbete som har funnits där i minst 1 500 år, kanske upp till 3 000 år. Odlingslandskapet hörde fram till 1900-talets början till Älvsjö gård med sina torp Rågsved, Snösätra och Bjursätra. Floran i ängs- och hagmarker och de gamla träd som formades av det äldre lantbruket håller på att gå förlorade. 
Rågsveds friområde är ett viktigt tillrinningsområde av regnvatten till Magelungen, vars nordvästra del dessutom är utpekad som ekologiskt särskilt känslig i en rapport från Stockholms Stadsbyggnadskontor 1995. Detta område omfattar våtmarkerna kring Kräppladiket, Magelungsån och Magelungens naturliga stränder. Enligt Översiktsplan 1999 är området särskilt känsligt för hydrologisk störning, närsalttillskott, föroreningar av mark och vatten samt för felaktig skötsel.

## Insatser för att förstärka naturvärdena

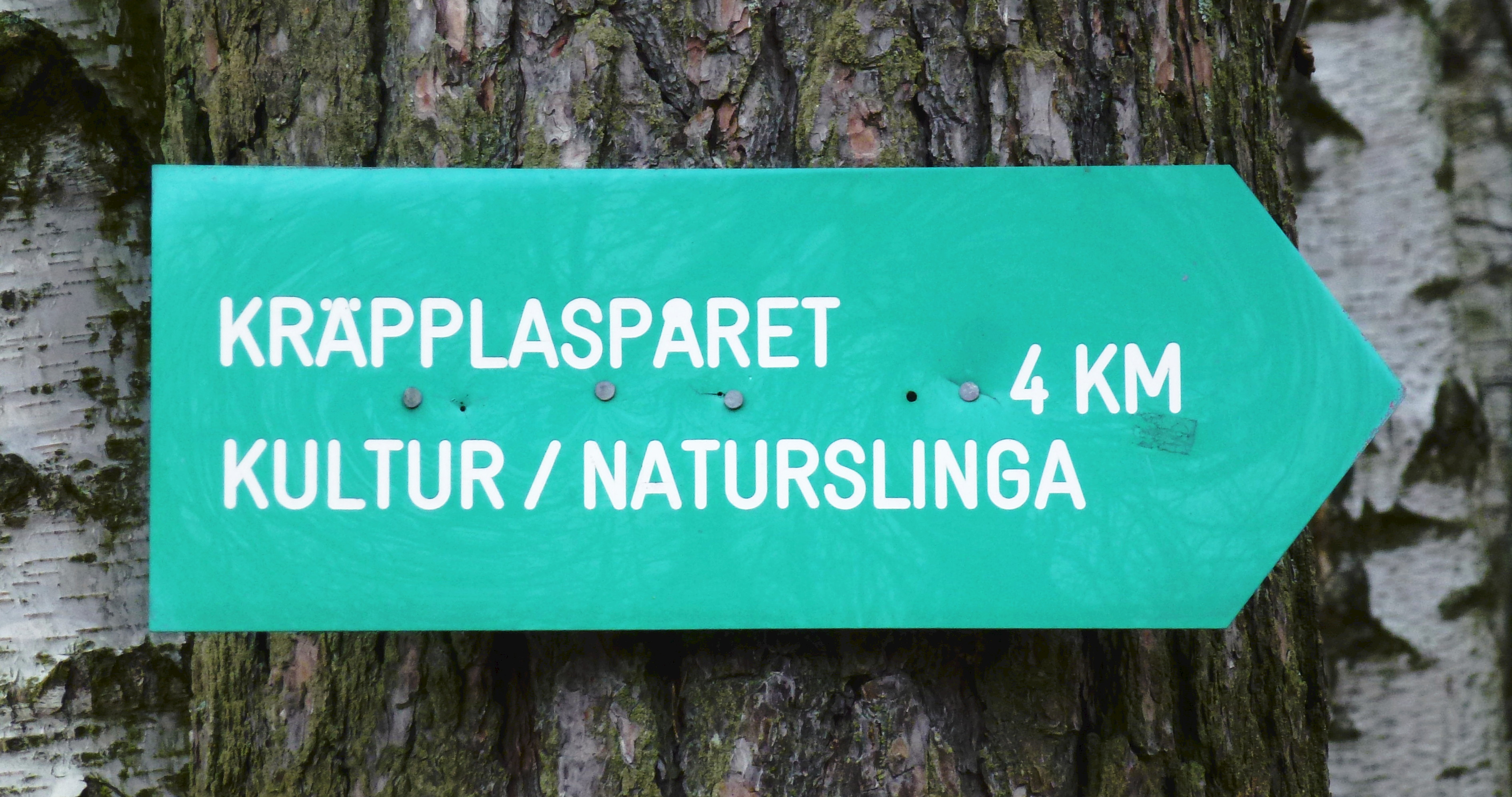
Kräpplaspåret.

År 2005 beslutade Stockholms kommunstyrelse att ansöka om statligt naturvårdsbidrag för att ta fram ett förslag till naturreservat för hela området Rågsveds friområde – Högdalstopparna – Fagersjöskogen – Farstanäset som man beviljades i maj 2005. En dialog med allmänheten med utställning, möten och hemsida om förutsättningarna för ett reservat genomfördes sommaren och förhösten 2006. Enligt Stadsbyggnadsnämndens verksamhetsplan för 2007 fanns det ett stort behov av att lägga fast en framtida gräns mellan bebyggelsen och rekreationsområdet för att klargöra utbyggnadsmöjligheterna, inte minst för att underlätta för intresserade byggherrar.
År 2005 restaurerades kulturlandskapet i en del av Rågsveds friområde genom gallring av träd samt att man gjorde betesfållor för kor och får i projektet Återskapande av öppna kulturmarker i Kräppladalen, Rågsved. 2007 pågick projektet Ekmiljöer i Vantör. I projektet restaurerades framförallt ekmiljöerna i Rågsveds friområde, men även på vissa andra platser i Vantör.
Projektet Återskapande av öppna kulturmarker fortsatte 2008. I och med detta har natur- och kulturstigen rustats upp i samråd med Kräpplaspårsgruppen. Resultatet blev Kräpplaspåret, en fyra kilometer lång natur- och kulturstig. Betesarealen för får och nötkreatur har utökats från tre till knappt tolv hektar. Där Kräppladiket tidigare rann rakt ner till Magelungen finns nu Kräppladammarna och en delvis slingrande å med sittplatser och grillställen.

## Framtidsplaner
Det finns planer på att bebygga vissa delar av området med bostäder bestående av ungefär 120 lägenheter i rad- och kedjehus. Planprocessen befinner sig för närvarande (våren 2015) i startskedet och det finns markanvisningar att bygga på nuvarande Snösätra upplagsområde samt längs Snösätras gamla byvägar. Stockholms stadsbyggnadskontor ser positivt på den föreslagna bebyggelsen, medan Kräpplagruppen, som är verksam i området, är stark motståndare.
Huddinges och Stockholms kommuner planerar även att Rågsveds friområde tillsammans med Kynäsberget skall skyddas som ett  mellankommunalt naturreservat.

### Fotnoter
1. ↑  ”Vattenvård i Tyresån.”. Arkiverad från originalet den 27 februari 2015. https://web.archive.org/web/20150227185857/http://www.tyresan.se/show.asp?si=1061. Läst 27 februari 2015.
2. ↑  Gränser för Rågsveds friområde.
3. ↑  Fornminnesregistret Stockholm 392
4. ↑  Hermodsson, Söderlund,  Fornminnesinventering  av naturreservatet  Norra Magelungen, 2006, Stockholms stad[död länk]
5. ↑  RAÄ-nummer Huddinge 468.
6. ↑  Pettersson, Helene. ”Rågsveds naturreservat”. www.stockholm.se. http://www.stockholm.se/KulturFritid/Park-och-natur/Naturreservat-i-Stockholms-stad1/Ragsved/. Läst 4 oktober 2018.
7. ↑  RAÄ-nummer Huddinge 482.
8. ↑  Informationsskylt på platsen.
9. ↑  Vandringsleder i Rågsveds friområde.
10. ↑  Stockholms stadsbyggnadskontor: Startpromemoria för planläggning av delar av Älvsjö 1:1 i stadsdelen Rågsved, 2013-10-21.
11. ↑  Kräpplagruppen: Kynäsberget på väg mot naturreservat, publicerad 29 januari 2014.